# Sydney Kings
I Sydney Kings sono una società cestistica avente sede a Sydney, in Australia. Fondati nel 1988 dalla fusione tra West Sydney Westars e Sydney Supersonics, giocano nella National Basketball League. Tra il 2008 e il 2010 a causa di problemi finanziari la squadra non poté partecipare al campionato.
Disputano le partite interne nel Sydney Entertainment Centre, che ha una capacità di 10.500 spettatori.

## Palmarès
- National Basketball League: 5

2003, 2004, 2005, 2022, 2023